# Campionati mondiali di taekwondo a squadre 2006
I Campionati mondiali di taekwondo a squadre 2006 si sono svolti il 18 settembre al Indoor Stadium Huamark di Bangkok, in Thailandia. È stata la 1ª edizione del torneo, organizzato dalla World Taekwondo.

## Podi
| Evento           | Oro           | Argento | Bronzo  |
| Torneo maschile  | Corea del Sud | Iran    | Francia |
| Torneo femminile | Corea del Sud | Turchia | Cina    |

## Medagliere
| Posiz. | Nazione       | Oro | Argento | Bronzo | Totale |
| ------ | ------------- | --- | ------- | ------ | ------ |
| 1      | Corea del Sud | 2   | 0       | 0      | 2      |
| 2      | Iran          | 0   | 1       | 0      | 1      |
| 2      | Turchia       | 0   | 1       | 0      | 1      |
| 4      | Francia       | 0   | 0       | 1      | 1      |
| 4      | Cina          | 0   | 0       | 1      | 1      |
| Totale | Totale        | 2   | 2       | 2      | 6      |